# Polo’s Schmetterding
Polo’s Schmetterding ist eine schweizerische Band, die 1978 gegründet wurde.
1978 lancierte das Schweizer Radio DRS die neue UKW-Frequenz. Als Werbung produzierte Polo Hofer mit den Musikern von Span den Song «UKFee».

## Geschichte
Die Aufnahmen für den Song UKFee liefen so gut, dass sich daraus eine weitere Zusammenarbeit ergab. Nach Rumpelstilz setzte Polo Hofer durch, dass sein Name Teil des Bandnamens wurde. Es entstand die Bezeichnung Polo’s Schmetterding. Manager der Band wurde Peter Wälti. Hofer entschied sich gegen eine Gitarrenband, weswegen Housi Wittlin die Band verlassen musste. An seine Stelle trat Marianna Polistena (Tasteninstrumente), die bis dahin in der «Asphalt Blues Company» gespielt hatte.
Das erste Album mit dem Titel Polos SchmetterDing hatte wenig Erfolg. Als 1979 der damals illegale Radiosender Radio 24 von Roger Schawinski gegründet wurde, erhielt Hofer den Auftrag, einen passenden Song zu komponieren. Obwohl Radio DRS den Konkurrenzsong «Radio 24» boykottierte, landete dieser nach wenigen Wochen auf Platz zwei der Schweizer Hitparade. Nach dem Erfolg von Span mit dem als Abschiedsalbum gedachten «Tschou Zämä» im Jahr 1981 löste sich Polo’s Schmetterding 1982 auf. Span konzentrierten sich, durch den Erfolg motiviert, wieder auf ihre eigenen Projekte, und Hofer machte mit einer Gruppe von Schweizer Künstlern eine Chinareise, produzierte das wenig erfolgreiche Album Switzerband und gründete 1984 die Schmetterband.

## Diskografie

### Studioalben
- 1978: Polos SchmetterDing
- 1979: Tip-Topi-Type
- 1981: Enorm in Form
- 1982: Papper-la-Papp

### Kompilationen
| Jahr | Titel             | Höchstplatzierung, Gesamtwochen, AuszeichnungChartsChartplatzierungen (Jahr, Titel, Platzierungen, Wochen, Auszeichnungen, Anmerkungen) | Anmerkungen                                             |
| Jahr | Titel             | CH | Anmerkungen                                             |
| ---- | ----------------- | --- | ------------------------------------------------------- |
| 1985 | 12 Schmetter-Hits | CH83 (2 Wo.)CH | Erstveröffentlichung: 1985 Charteinstieg: 30. Juli 2017 |

### Singles
| Jahr | Titel Album                      | Höchstplatzierung, Gesamtwochen, AuszeichnungChartsChartplatzierungen (Jahr, Titel, Album, Platzierungen, Wochen, Auszeichnungen, Anmerkungen) | Anmerkungen                                               |
| Jahr | Titel Album                      | CH | Anmerkungen                                               |
| ---- | -------------------------------- | --- | --------------------------------------------------------- |
| 1978 | Vermisse di Polo’s Schmetterding | CH94 (1 Wo.)CH | Erstveröffentlichung: 1978 Charteinstieg: 30. Juli 2017   |
| 1979 | Radio 24 12 Schmetter-Hits       | CH3 (7 Wo.)CH | Erstveröffentlichung: 1979 als Polo Hofer’s Schmetterding |

Weitere Singles
- 1979: Vollmond
- 1983: Am Loeb-Egge z’Bärn
- 1983: I bliibe immer Pirat
- 1983: SCB Song